# Миљено
Миљено је насељено мјесто у општини Чајниче, Република Српска, БиХ. Према попису становништва из 1991. у насељу је живјело 512 становника.

## Становништво 1991.
Према попису становништва из 1991. године, место је имало 512, а мјесна заједница 1.670 становника.
Национални састав:
| Националност       | 1991.     |
| Муслимани          | 829 (50%) |
| Срби               | 818 (49%) |
| Југословени        | 14 (1%)   |
| Хрвати             | 3 (0%)    |
| остали и непознато | 6 (0%)    |
| укупно             | 512       |